# Języki nilo-saharyjskie

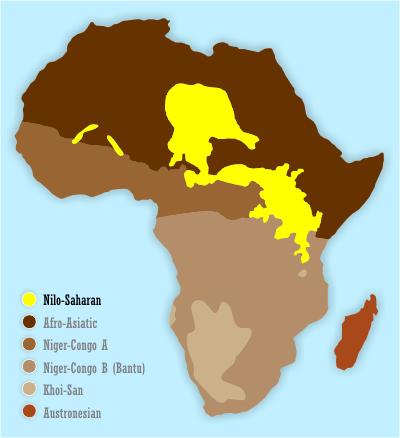
Rozmieszczenie geograficzne języków nilo-saharyjskich

Języki nilo-saharyjskie – grupa języków używanych przez około 11 milionów ludzi w Afryce, głównie na terytorium Czadu i w górnym dorzeczu Nilu, a także w Sudanie na terenach historycznej Nubii.
Języki nilo-saharyjskie stanowią luźną grupę silnie zróżnicowanych języków. Niektórzy językoznawcy kwestionują ich przynależność do jednej rodziny, uważając je za ligę językową, rozwiniętą w paleolicie z drobnych prajęzyków regionu. Najczęściej języki nilo-saharyjskie dzieli się na sześć podrodzin: songhaj, konam, maba, saharyjską, wschodniosudańską, środkowosudańską oraz izolowane języki fur, berta i kunama, przy czym przynależność używanych w oddalonym terenie dorzecza Nigru języków songhaj budzi najwięcej kontrowersji. Rodzinę wschodnio- i środkowosudańską do niedawna zaliczano wraz z językami berta i kunama do wspólnej grupy szari-nilockiej.
Niektórzy językoznawcy wskazują na pewne typologiczne podobieństwa języków nilo-saharyjskich (szczególnie środkowosudańskich) z językami nigero-kongijskimi, łącząc te dwie rodziny we wspólną fylę kongo-saharyjską lub nigero-saharyjską. Hipoteza ta nie jest jednak ogólnie akceptowana.
Języki nilo-saharyjskie (zwłaszcza język nubijski) wywarły w głębokiej starożytności wpływ na rodzinę afroazjatycką, przyczyniając się do rozwoju języka staroegipskiego. Z drugiej strony rodzina songhaj została silnie naznaczona wpływem afroazjatyckich języków berberyjskich.

## Klasyfikacja języków nilo-saharyjskich
Poniższe zestawienie ukazuje uproszczoną klasyfikację języków nilo-saharyjskich:
języki nilo-saharyjskie
fur (wraz z językiem amdang, 1 mln)
języki songhaj (2,5 mln)
kaado
dżerma
dendi
tadaksahak
języki konam (komuz)
gumuz
uduk
kwama
komo
gule †
języki maba
maba (właściwy)
runga
mimi
języki saharyjskie
kanuri (5 mln)
tubu
kanembu
teda
daza
zaghawa
berti
<języki szari-nilockie>
berta (ok. 150 tys.)
kunama
języki wschodniosudańskie
bari (500 tys.)
karamodżong (300 tys.)
nubijski
barea
języki nilotyckie
luo (3 mln)
dinka (2,5 mln)
teso-turkana (2 mln)
nandi-kipsigis (1,5 mln)
masajski (maa) (ok. 1 mln)
lango (900 tys.)
nuer (800 tys.)
alur (800 tys.)
aczoli (700 tys.)
lotuko (300 tys.)
szylluk (300 tys.)
pokot (200 tys.)
języki środkowosudańskie
bongo
sara (800 tys.)
bagirmi
lugbara
mangbetu (700 tys.)
lendu (500 tys.)